# Memorial Cimurri
Memorial Cimurri was een wielerkoers aan het einde van het wielerseizoen, gehouden rondom Reggio Emilia in Italië. De koers maakte onderdeel uit van de UCI Europe Tour en had een waarde van 1.1 op de UCI-classificatielijst voor wielerwedstrijden. In 2005 is de wedstrijd voor het eerst verreden en had de Braziliaan Murilo Fischer als winnaar. 
In mei 2010 werd beslist dat de wedstrijd om financiële redenen zou ophouden te bestaan. De laatste winnaar was de Italiaan Filippo Pozzato.

## Lijst van winnaars

### Overwinningen per land
| Overwinningen | Land               |
| ------------- | ------------------ |
| 3             | Italië             |
| 1             | Brazilië, Oekraïne |